# Kalipso (córka Atlasa)
Kalipso (gr. Καλυψώ Kalypsṓ, łac. Calypso) – w mitologii greckiej nimfa żyjąca na Ogygii (gr. Ὠγυγία), wyspie identyfikowanej z różnymi rzeczywistymi wyspami na Morzu Śródziemnym i Oceanie Atlantyckim. Uchodziła za córkę tytana Atlasa. Więziła na niej przez 7 lat Odyseusza, którego uwolniła dopiero gdy Hermes jej to nakazał.

## Pochodzenie imienia „Kalipso”
Dokładna etymologia imienia Kalipso nie jest znana. Słowo „καλύπτειν” (kalyptein) = chować, kryć, z którego wywodzi się też „apokalipsa” = objawienie, sugeruje, że Kalipso była na początku utożsamiana z boginią śmierci bądź ciemności.

## Postać z Odysei
Kalipso jest najbardziej znana z roli jaką odegrała w Odysei Homera, w której więzi bohatera wojny trojańskiej – Odyseusza. Trzyma go przez siedem lat jako zakładnika na Ogygii, chcąc go uczynić swoim nieśmiertelnym mężem. Odys ma odmienne plany – pragnie wrócić do swojej ukochanej żony Penelopy. Atena, która mu sprzyja, prosi Zeusa o uwolnienie zakładnika z wyspy. Ten przystaje na prośbę i wysyła Hermesa, by kazał Kalipso uwolnić Odyseusza.
Zdaniem Hezjoda, greckiego epika, Kalipso urodziła Odyseuszowi dwoje dzieci: Nausitusa i Nausinusa.

## Współczesne nawiązania
- peerelowskie lody Calypso.
- Postacie o imieniu Kalipso, nawiązujące do postaci mitologicznej, pojawiają się m.in. w serii książek Percy Jackson i bogowie olimpijscy, Olimpijscy herosi oraz w filmach: Piraci z Karaibów: Skrzynia umarlaka i Piraci z Karaibów: Na krańcu świata.
- Imieniem tej greckiej nimfy został też nazwany jeden z księżyców Saturna.
- Postać Calypso pojawia się również w anglojęzycznym musicalu Epic autorstwa Jorge Rivera-Herrans'a, głosu postaci podkłada Barbara Wangui.
- Postać Calypso jest również przypominana w serialu komediowym Nasza bandera znaczy śmierć za którego reżyserię odpowiadają Taika Waititi oraz David Jenkins.